# Yasser Bouhessoune
Yasser Bouhessoune est un samboïste marocain né le 10 novembre 1997. Il est spécialisé dans la catégorie des moins de 58 kg en deux disciplines: sambo sportif et sambo de plage hommes. Il a remporté cinq médailles d'or en sambo sportif hommes lors des Championnats d'Afrique de sambo.

## Carrière sportive

### Championnats d'Afrique de sambo
De 2019 à 2024, hormis en 2020 où la compétition avait été annulée, Yasser Bouhessoune est monté sur la plus haute marche du podium à cinq reprises consécutives lors des Championnats d'Afrique de sambo dans la catégorie des moins de 58 kg en sambo hommes. En sambo de plage hommes, il s'est imposé en 2021 et en 2023, se contentant de l'argent en 2022. Ses performances contribuent très souvent à faire résonner l'hymne marocain lors de la remise des médailles.  
En sambo sportif hommes, en 2019, il remporte la finale face à l'Ivoirien Mohamed Camara à Casablanca au Maroc. Lors des Championnats d'Afrique de sambo 2021 au Stade international du Caire en Égypte, sa médaille d'or compte parmi les 9 récoltés par son pays. L'année suivante durant les Championnats d'Afrique de sambo 2022 au Palais polyvalent des sports de Yaoundé, il est à nouveau le tenant du titre continental dans sa catégorie. Au Complexe sportif Mohammed V, à Casablanca, il confirme sa domination en décrochant une fois de plus le métal le plus précieux face à Mohamed Amin Bessai, en finale des Championnats d'Afrique de sambo 2023. Une cinquième médaille d'or rentre dans l'escarcelle du samboïste marocain durant les Championnats d'Afrique de sambo 2024 au Caire. Il s'impose en finale face au Nigérian Timkat Chegwam. 
En sambo de plage hommes, lors des Championnats d'Afrique de sambo 2021, il s'adjuge l'or en se confrontant à l’Égyptien Zaghlol Ibrahim. En 2022, il décroche la médaille d'argent face au Camerounais Gabriel Pascal Kamajou Tankoua. En 2023, il retrouve la plus haute marche du podium face à l'Ivoirien Yao Sodjine Anthony. 

### Jeux africains de 2023
A Accra au Ghana le 19 mars 2024, le sambo fait son apparition à la 13ème édition des Jeux africains de 2023 comme sport de démonstration,. Yasser Bouhessoune fait honneur son pays en gagnant l'une des 5 médailles d'or marocaines. 

### Open International de Sambo de la CEEAC
Lors de l'Open International de Sambo de la Communauté Économique des États de l’Afrique Centrale (CEEAC) organisé à Yaoundé au Cameroun, il s'arroge une nouvelle médaille d'or en sambo sportif hommes face à Soh Kengne du Cameroun. 

## Palmarès

### Sambo hommes
| Année | Compétition                             | Lieu       | Rang |
| ----- | --------------------------------------- | ---------- | ---- |
| 2019  | Championnats d'Afrique de sambo 2019    | Casablanca | 1er  |
| 2021  | Championnats d'Afrique de sambo 2021    | Le Caire   | 1er  |
| 2022  | Championnats d'Afrique de sambo 2022    | Yaoundé    | 1er  |
| 2023  | Championnats d'Afrique de sambo 2023    | Rabat      | 1er  |
| 2024  | Championnats d'Afrique de sambo 2024    | Le Caire   | 1er  |
| 2024  | Open International de Sambo de la CEEAC | Yaoundé    | 1er  |
| 2024  | Jeux africains de 2023                  | Accra      | 1er  |
| 2025  | Championnats d'Afrique de sambo 2025    | Conakry    | 1er  |

### Sambo de plage hommes
| Année | Compétition                          | Lieu       | Rang |
| ----- | ------------------------------------ | ---------- | ---- |
| 2021  | Championnats d'Afrique de sambo 2021 | Tachkent   | 1er  |
| 2022  | Championnats d'Afrique de sambo 2022 | Yaoundé    | 2e   |
| 2023  | Championnats d'Afrique de sambo 2023 | Casablanca | 1er  |